# غربال‌گری (پزشکی)

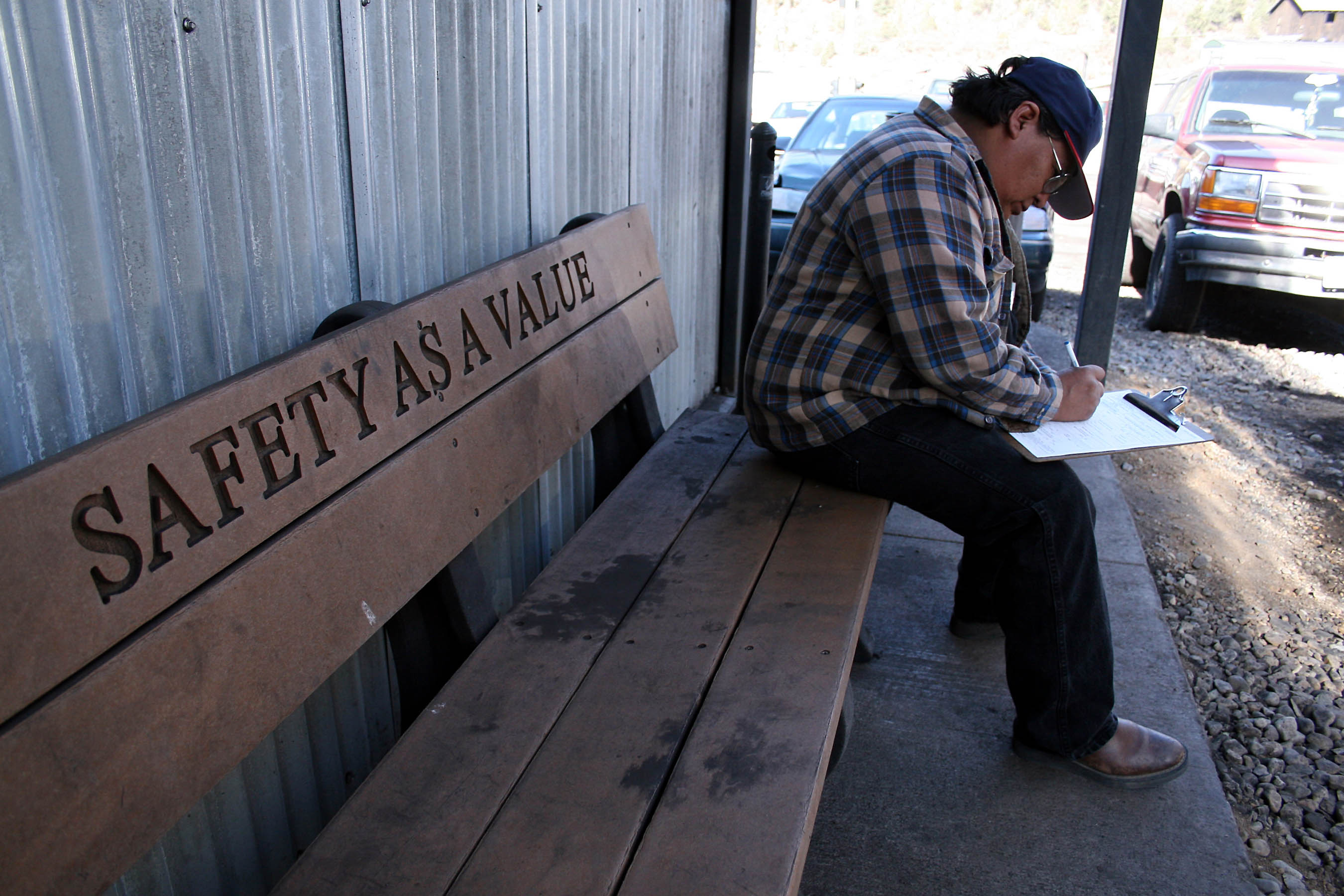
یک معدنچی در حال تکمیل فرم جمع‌آوری اطلاعات برای غربالگری بیماری پنوموکونیوز معدنچیان.

غربال‌گری (به انگلیسی: Screening) در پزشکی، استراتژی ای جهت یافتن مشکلات ناشناخته یا نشان‌گران خطر می‌باشد. چنین آزمایش‌هایی را می‌توان برروی افراد یا کل جمعیت اعمال کرد. افراد تست شده ممکن است هیچ علامت یا نشانه‌ای از بیماری از خود نشان نداده، یا تنها یک یا دو نشانه را از خود بروز دهند که به خودی خود نشانگر تشخیص معینی نخواهد بود.
مداخلات غربالگری، جهت شناسایی مشکلاتی طراحی شده که ممکن است زمانی در آینده تبدیل به بیماری شود، ازین رو چنین غربالگری موجب مداخله زودتر از موعد شده و شرایط را به امید کاهش مرگ و میر و رنج ناشی از بیماری مدیریت می‌کند. گرچه که غربالگری ممکن است منجر به تشخیص زودتر از موعد شود، اثبات نشده که تمام آزمایش‌های غربالگری برای فرد مورد نظر فایده ای دربرداشته باشند؛ تشخیص بیش‌از حد (overdiagnosis)، تشخیص اشتباه، و ایجاد حس کاذب امنیت، جزو اثرات سوء بالقوه غربالگری اند. به علاوه، برخی از آزمایش‌های غربالگری  ممکن است به طرز نامناسبی مورد استفاده افراطی قرار گیرند. به همین دلایل، آزمایش مورد استفاده در برنامه غربالگری، به‌خصوص برای بیماری‌هایی که بروز پایینی دارند، باید علاوه بر حساسیت خوب، به میزان قابل قبولی اختصاصی باشند.
غربالگری‌های مختلفی وجود دارند: غربالگری همگانی (Universal Screening)، مربوط به غربالگری تمام افراد یک رده خاص است (به عنوان مثال، تمام کودکان با سنی مشخص). یافتن مورد (Case Finding) مربوط به غربالگری گروه کوچکی از مردم، براساس حضور فاکتورهای خطر (مثلاً وجود عضوی از خانواده که قبلاً مورد تشخیص یک بیماری ارثی قرار گرفته باشد). مداخلات غربالگری اغلب به هدف تشخیص طراحی نشده‌اند، بلکه عمدتاً، هم دارای نتایجی با نرخ بالای مثبت کاذب اند، و هم منفی کاذب.
توصیه‌های غربالگری مدام در حال بروزرسانی بوده و مثلاً در آمریکا توسط هیئت مستقلی از متخصصین به نام «کارگروه خدمات پیشگیرانه در ایالات متحده» ارائه می‌گردد.

## مطالعه بیشتر
- UK National Screening Committee Criteria for appraising the viability, appropriateness and effectiveness of a screening programme [accessed October 2019] and Oxford Medicine Online
- Raffle, Mackie, Gray Screening: evidence and practice. Oxford University Press 2019 ISBN 9780198805984
- Health Knowledge Interactive Learning Module on Screening by Angela Raffle. Last accessed October 2019.